# NGC 3746
NGC 3746 é uma galáxia espiral barrada (SBab) localizada na direcção da constelação de Leo. Possui uma declinação de +22° 00' 35" e uma ascensão recta de 11 horas, 37 minutos e 43,6 segundos.
A galáxia NGC 3746 foi descoberta em 9 de Fevereiro de 1874 por Ralph Copeland.